# Figaró-Montmany
Pour les articles homonymes, voir Figaro (homonymie).
Figaró-Montmany est une commune de la province de Barcelone, en Catalogne, en Espagne, de la comarque du Vallès Oriental.

## Géographie
Commune située à l'ouest du Massif du Montseny entre Vic et Granollers.
| Sant Martí de Centelles               | Tagamanent      |                   |
| Sant Quirze Safaja                    | Figaró-Montmany |                   |
| L'Ametlla del Vallès, Bigues i Riells | La Garriga      | Cànoves i Samalús |